# 長尾しおり
長尾 しおり（ながお しおり、2003年11月9日 - ）は、日本の元女性アイドルで、SUPER☆GiRLSの元メンバー。
岐阜県出身。元エイベックス・マネジメント所属。

## 略歴
小学5年生だった2014年秋頃、『JSガール』読者モデルへの応募を友人から勧められ、合格。同年12月22日発売の『JSガール』vol.24に読者モデルとして初掲載された。このモデル時代を「一生の宝物」と彼女は回顧している。その後はモデル活動を行うこととなる。
2015年7月12日、エイベックス・グループ・ホールディングス主催の『Girls Street Auditon supported by modelpress』アイドル部門の最終審査に合格し、iDOL Streetのデビュー候補生であるストリート生に8期生として加入。同時にストリート生内のチームなごやちゅ〜ぶ♥のメンバーとして活動を開始した。
2016年初頭、iDOL Street〜RE:Я|LOAD〜に伴い、SUPER☆GiRLSの新加入メンバーを審査するオーディションがavex内で開催された。そこで、なごやちゅ〜ぶ♥での成長が評価され、また今後の伸びしろやモデルとしての可能性などを期待されて合格。同年6月25日に開催された『iDOL Street Carnival 2016 6th Anniversary 〜RE:Я|LOAD〜』で、SUPER☆GiRLS"第3章"3期メンバーとして加入することが発表され、お披露目された。
SUPER☆GiRLSに加入後は、モデルとして雑誌掲載のソロ活動も経験するなど、個人活動も活発に。2017年3月には、DMM.yellの投票企画で1位となりRoseline by F i.n.tのブランドモデルも務めた。2018年には、東海地方のアイドルで結成される新ユニットのメンバーを兼任することが発表され、同年2月24日に名古屋で開催された「I-DREAM MUSIC FESTIVAL vol.6 〜7☆3 U-17グループ発表スペシャル！〜」で、新ユニット7☆3 ギュッと。の正式名称と歌唱が初披露された。同年7月、雑誌『ヤングガンガン』第14号に初めてのソログラビアが掲載。 2019年1月20日には、明治安田生命J2LEAGUEに加盟している「FC岐阜」の2019シーズンアンバサダーへの就任が発表された。2020年4月には雑誌『週刊ヤングジャンプ』の企画「制コレ'20」ファイナリストに選ばれたが、グランプリ受賞はならなかった。2021年3月、初めてのソロ写真集を発表した。
2022年6月11日開催の『SUPER☆GiRLS 12th Anniversary Live 〜叶えたい Success Story〜』で、12月末に卒業することを発表した。2023年2月10日、メンバーの新型コロナウイルス感染により2022年の年末から公演延期となっていた卒業公演『SUPER☆GiRLS 青春の卒業式 〜ミンナニサチアレ!!〜』で最後のステージを終え、同15日付で事務所を退所した。

## 人物
本名は長尾 朱央代。ストリート生時代は本名で活動をしていたが、SUPER☆GiRLS時代は長尾 しおりの芸名を用いた。
SUPER☆GiRLSでのイメージカラー（超絶カラー）はキューティ・ヴァイオレット（PANTONEカラーは2593C）で、ストリート生でのイメージカラーはレッドだった。アイドル活動開始時については「自分が思っていた何十倍も大変でした」としている。一度はグループを辞めようと思ったこともあるというが、それを乗り越えて頑張れたのは「支えてくれたファンの方が居たから」と本人は振り返っている。
JSDA（日本ストリートダンス協会）検定に合格しており、モデル経験の容姿を活かしたダンスが特技。日本教育書道連盟の「全国書道検定試験」の第一級の級位も持っている。ファッションにも造詣が深く、SUPER☆GiRLSのステージ衣装の監修も務めていた。

## 出演

### テレビ
- 全力坂（2021年7月15日、EX）[26]

### ラジオ
- 7☆3 I-DREAM STATION（2018年4月8日 - 、CBCラジオ） - 「7☆3ギュッと。」としてコーナーレギュラー出演

### ファッションショー
- Tokyo Street Collecction（2017年8月19日、STUDIO COAST） - 田中美麗・阿部夢梨とともに出演

### 舞台
- 劇団バルスキッチン第12回公演『商店街グランドリオン』（2020年7月29日 - 8月2日、シアターグリーン BIG TREE THEATER） - ヒロイン・花村恵美 / エキア姫 役、新型コロナウイルス感染症流行の影響で今公演は中止となった[27]。
- オッドエンタテインメント『ゲキドル the STAGE』（2021年3月3日 - 7日、シアターサンモール） - 浅葱晃 役[28]
- Otona Project 第四十弾 演劇ユニット【爆走おとな小学生】 第十七回全校集会『戦国送球〜バトルガールズ〜』（2022年5月26日、こくみん共済 coop ホール／スペース・ゼロ） - 日替わりゲスト

### ライブ・イベント
- 「7☆3ギュッと。」メンバーとして出演
  - I-DREAM MUSIC FESTIVAL vol.6 〜7☆3 U-17グループ発表スペシャル！〜（2018年2月24日、名古屋ReNY limited） - 「SUPER☆GiRLS 3期メンバー」としても出演
  - 定期公演「7☆3DREAM」（2018年3月14日・4月11日・25日・5月9日・6月13日・28日・7月11日、名古屋LIVE HALL M.I.D）
  - 花咲かタイムズ10周年記念「うMAX!!!」アイドル・デー（2018年3月20日、ナガシマリゾート駐車場）
  - I-DREAM MUSIC FESTIVAL 春休みSpecial!（2018年3月31日、名古屋ReNY limited） - 「SUPER☆GiRLS 3期メンバー」としても出演
  - 「I-DREAM MUSIC FESTIVAL vol.8」7☆3 G.Wスペシャル！〜7☆3 60分ライブ&トーク、そして伊藤千咲美7☆3初ステージ〜（2018年4月29日、名古屋ReNY limited）
  - 「I-DREAM MUSIC FESTIVAL vol.9」7☆3ギュッと。新メンバー発表!?&7☆3新曲発表！スペシャル！（2018年5月27日、名古屋ReNY limited） - 「SUPER☆GiRLS 3期メンバー」としても出演
  - I-DREAM MUSIC FESTIVAL vol.10（2018年6月30日、名古屋ReNY limited）
- FC岐阜2019シーズンアンバサダーとして出演
  - 2019FC岐阜キックオフパーティー（2019年2月19日、岐阜グランドホテル）[29]
  - J2リーグ開幕戦「FC岐阜vsモンテディオ山形」戦（2019年2月24日、岐阜メモリアルセンター長良川競技場）
  - J2リーグ「FC岐阜vsファジアーノ岡山FC」戦（2019年3月9日、岐阜メモリアルセンター長良川競技場） - SUPER☆GiRLSとしても出演[30]
  - J2リーグ「FC岐阜vsV・ファーレン長崎」戦（2019年4月14日、岐阜メモリアルセンター長良川競技場）
  - J2リーグ「FC岐阜vsアビスパ福岡」戦（2019年8月11日、岐阜メモリアルセンター長良川競技場）[31]
  - J2リーグ「FC岐阜vs愛媛FC」戦（2019年10月20日、岐阜メモリアルセンター長良川競技場）[32]
  - J2リーグ「FC岐阜vsヴァンフォーレ甲府」戦（2019年11月16日、岐阜メモリアルセンター長良川競技場）[33]
- 長尾しおり クロミアンバサダー トークイベント（2022年9月27日、ハニトーカフェ秋葉原）[34]
- 長尾しおりソロライブ ♡Cosmic Discord?!♡（2022年10月10日、duo MUSIC EXCHANGE）

## 書籍

### 写真集
- 長尾しおり1st写真集 少女以上、大人未満。（2021年3月19日、光文社）ISBN 978-4-33-490268-1[17][35]